# 무핑우는토끼
무핑우는토끼 또는 무핑피카(Ochotona thibetana)는 우는토끼과에 속하는 포유류의 일종이다. 네팔과 중국, 인도의 토착종이며, 부탄에서도 서식하는 것으로 추정하고 있다. 모식지(Type locality)는 중화인민공화국 쓰촨성 야안 시 바오싱 현 무핑진(穆坪镇) 인근의 산이다.